# The meaning of life
『the meaning of life』（ザ・ミーニングオブ・ライフ）は、2021年9月1日に、MASTERSIX FOUNDATIONからリリースされたyamaの1枚目のオリジナル・アルバム。

## 概要
yama初のアルバム作品である。本作は、メジャー・デビュー以降にリリースされたシングルを中心に収録されている為、デビュー前の楽曲は、殆ど収録されていない。
2021年8月20日に、リード曲「ランニングアウト」が先行配信リリースされ、同時にアルバムのジャケット、収録曲の全貌などが公開された。

## 収録曲
1. ランニングアウト
  - 作詞・作曲：BCNO
2. 血流
  - 作詞・作曲：ESME MORIＩ
3. 麻痺
  - 作詞・作曲：TOOBOE
4. カーテンコール
  - 作詞・作曲：南雲ゆうき
5. 真っ白
  - 作詞・作曲：TOOBOE
6. Sleepless Night
  - 作詞：くじら
  - 作曲：田中隼人
7. クローバー
  - 作詞・作曲：TOOBOE
8. 一寸の赤
  - 作詞・作曲：にお
9. 名前のない日々へ
  - 作詞・作曲：南雲ゆうき
10. 希望論
  - 作詞・作曲：ADA
11. 天色
  - 作詞：yama,BCNO
  - 作曲：BCNO
12. 春を告げる - From THE FIRST TAKE (Bonus Tracks)
  - 作詞・作曲：くじら
13. 真っ白 - From THE FIRST TAKE(Bonus Tracks)
  - 作詞・作曲：TOOBOE
14. a.m.3:21 - From THE FIRST TAKE(Bonus Tracks)
  - 作詞・作曲：くじら

## タイアップ
真っ白
ABEMAドラマ『恋愛ドラマな恋がしたい～Kiss On The Bed～』主題歌
麻痺
フジテレビ系ノイタミナ『2.43 清陰高校男子バレー部』オープニングテーマ
クローバー
関西テレビ『グータンヌーボ2』2021年1月クール主題歌
名前のない日々へ
セブン－イレブンオリジナルWEBアニメ「レインボーファインダー」#2 テーマソング
一寸の赤
セブン－イレブンオリジナルWEBアニメ「レインボーファインダー」#3 テーマソング
カーテンコール
ABEMAドラマ『恋愛ドラマな恋がしたい～Kiss or kiss～』主題歌
血流
サントリー 「ZONeエナジー」CMソング 
Sleepless Night
フジテレビ系月9ドラマ「ナイト・ドクター」オリジナル主題歌
天色
ダイハツ工業「ROCKY e-SMART HYBRID」CMソング